# Lužany (Topoľčany)
Lužany es un municipio del distrito de Topoľčany en la región de Nitra, Eslovaquia, con una población estimada a final del año 2024 de 224 habitantes.
Se encuentra ubicado al norte de la región, cerca del río Nitra (cuenca hidrográfica del Danubio) y de la frontera con las regiones de Trnava y Trenčín.

## Demografía
| Año        | 1994 | 2004    | 2014    | 2024     |
| ---------- | ---- | ------- | ------- | -------- |
| Población  | 205  | 203     | 199     | 224      |
| Diferencia |      | −0,97 % | −1,97 % | +12,56 % |

| Año        | 2023 | 2024    |
| ---------- | ---- | ------- |
| Población  | 221  | 224     |
| Diferencia |      | +1,35 % |